# 華德豐集團
華德豐集團有限公司（除牌當時為0297.HK），創辦人朱幼麟，曾經在1997年上市，後來公司營運欠佳，主席也採取更多元化業務，包括投資香港衛星科技控股，但遇到阻滯，故此出售給中國中化集團公司，更名為中化香港控股，到現時為中化化肥至今。

## 連結
- 朱幼麟為華德豐還債 蘋果日報